# Michel Greffe
Pas d'image ? Cliquez ici

a Compétitions nationales et continentales officielles uniquement.

b Matchs officiels uniquement.
Dernière mise à jour le 15 avril 2020.
Michel Greffe, né le 27 octobre 1940 à Lyon, est un joueur de rugby à XIII et de rugby à XV. Il est entré dans le rugby par le XIII à l'US Lyon Villeurbanne XIII puis il change de code et joue 11 saisons avec le FC Grenoble entre 1958 et 1969 disputant une demi finale du championnat de France en 1963, une finale de coupe d’Europe des clubs la même année et enfin une finale du challenge Yves du Manoir en 1969.
Il termine sa carrière comme capitaine/entraîneur au sein du club de l' US Bourg-en Bresse. Il est également membre de l'équipe de France en 1968 où il occupe le poste de troisième ligne centre (1,78 m pour 91 kg).

## Carrière
Il effectue son premier test match le 23 mars 1968, contre l'équipe du pays de Galles, le match qui était décisif pour la réalisation du Grand Chelem. Il joue son dernier test match contre l'équipe d'Afrique du Sud, le 9 novembre 1968.

## Palmarès
Rugby à XIII
- International junior (2 sélections)

Rugby à XV (avec le FC Grenoble)
- Coupe d'Europe des clubs champions FIRA :
  - Vice-champion (1) : 1963[4]

- Challenge Yves du Manoir :
  - Finaliste (1) : 1969

Rugby à XV (Avec l’équipe de France)
- Sélections : 5 
  - Tournoi des Cinq Nations de 1968 remporté par l'Équipe de France : grand Chelem en 1968
- Cape du FC Grenoble Rugby[5]